# Вашгерд

Рис. 1.

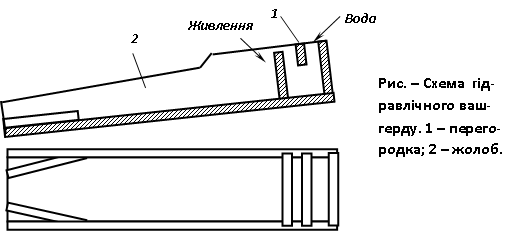
Рис. 2.

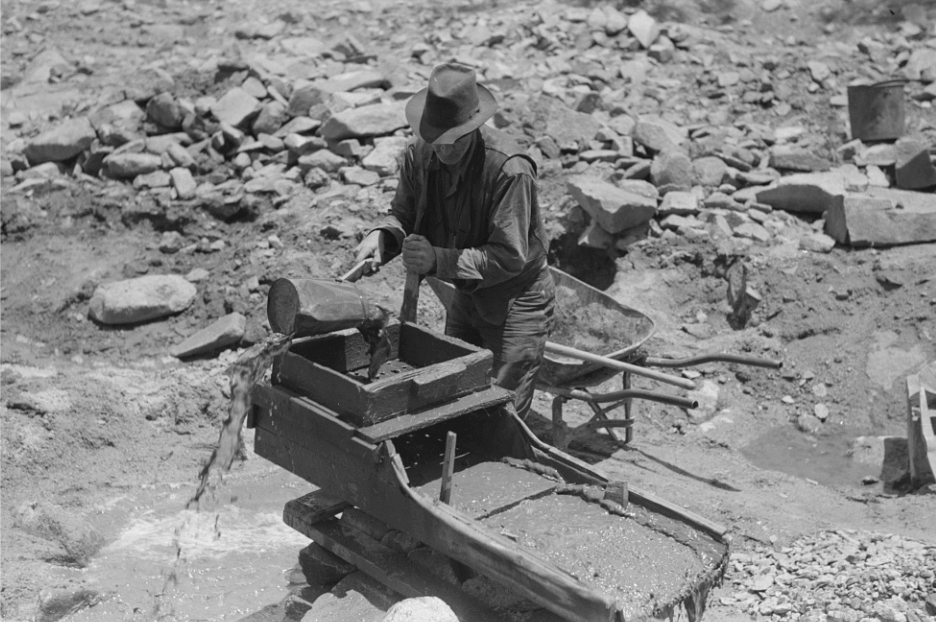
Промивка золотоносного піска на вашгерді Pinos Altos, New Mexico (1940).

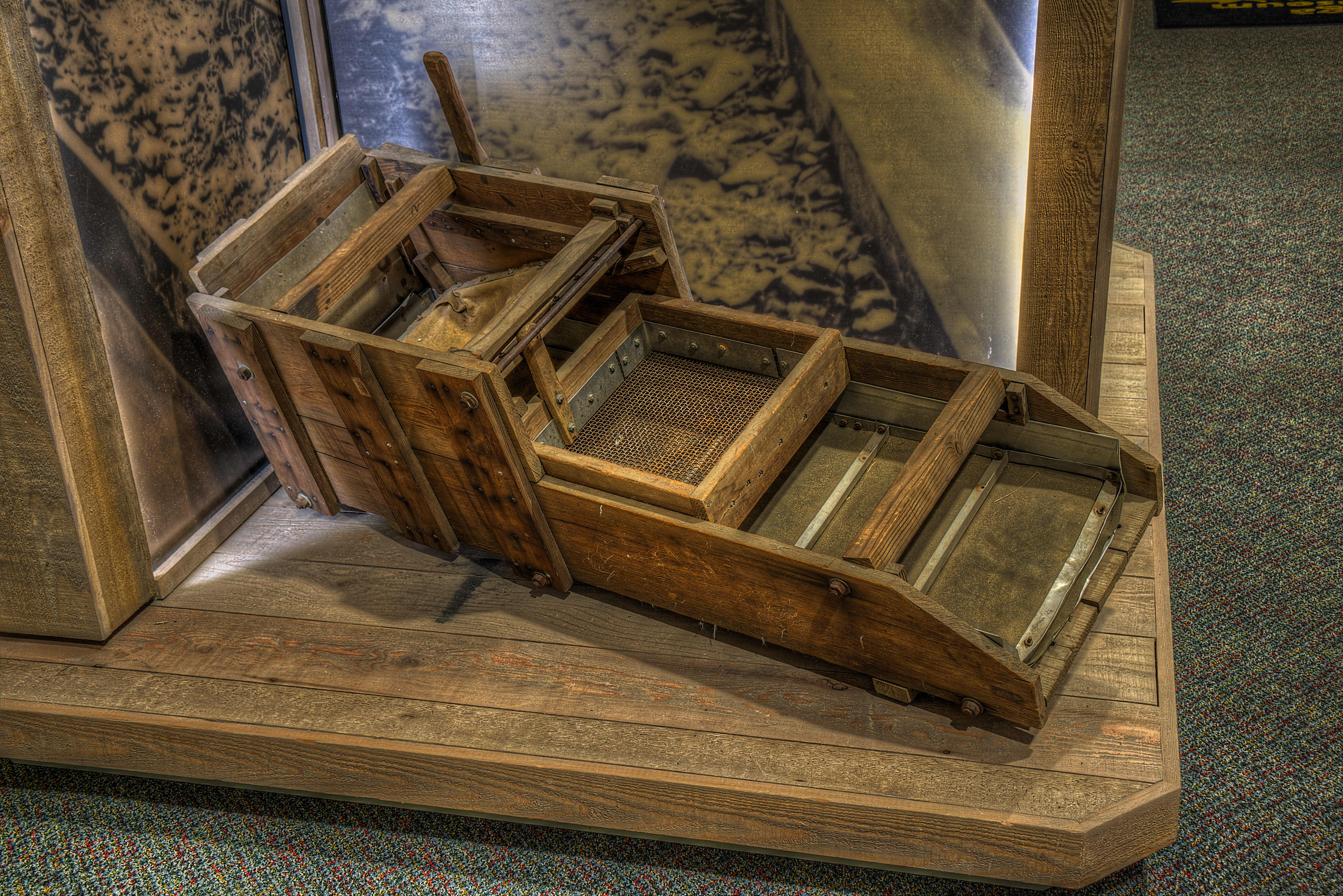
Експозиція вашгерда в Музеї золота Далонеги. Штат Джорджія, США.

Вашгерд (рос. вашгерд, англ. gold washer, cradle; нім. Waschherd) — промисловий пристрій для збагачення корисних копалин гравітаційним методом. 

## Загальний опис
Один з різновидів доводочних шлюзів. Виконується у вигляді похилого столу з бортами або вкороченого нерухомого шлюзу (рис. 1). Застосовується для доводки концентратів і промивки пісків, що вміщують благородні метали. В залежності від призначення В. встановлюють з нахилом 0,01-0,04. В головній частині вашгерду є дві перегородки, одна з яких не торкається дна, а друга — не доходить до верха бортів. У проміжок між першою перегородкою і стінкою вашгерду подають воду, що переливається через другу перегородку і рівномірно розтікається по днищу жолоба. Матеріал завантажується в головну частину жолоба і перемішується вручну. Матеріал на В. подається порціями 5-50 кг і переміщується по робочій поверхні примусово за допомогою спеціальних гребків. Макс. вилучення корисних копалин — 96-98 %.
Гідравлічний вашгерд (рис. 2) використовується в схемах переробки розсипних руд. Він являє собою похилий жолоб з решетом (розмір отворів 10 — 15 мм). Перед вашгердом установлюють гідромонітор, який одночасно спрямованим струменем води дезінтегрує глинисті включення і піднімає матеріал на просіюючу поверхню. Продукт, що пройшов через решето жолоба, подається на подальше збагачення на шлюзах. Крупні класи (галька, валуни), які не містять цінного компоненту, видаляються у відвал. Витрати води при промивці на вашгерді складають 8 — 12 м3 на 1 м3 матеріалу. Гідравлічні жолоби і вашгерди застосовують при переробці легко- і середньопромивних матеріалів, ефективність промивки в них складає 70–80 %.